# Wybory do Rady Najwyższej ZSRR w 1970 roku
Wybory do Rady Najwyższej ZSRR w 1970 roku – przeprowadzone 14 czerwca 1970 roku wybory do Rady Najwyższej ZSRR.
Rada Najwyższa składała się z dwóch izb, z których w każdej zasiadało 750 posłów. W Radzie Związku na każdego posła przypadało 300.000 obywateli, a w Izbie Narodowości każda z republik była reprezentowana przez 32 posłów, każda autonomiczna republika przez 11, każdy obwód autonomiczny przez 5 i każdy okręg autonomiczny przez 1.
KPZR otrzymała 100% głosów i wszystkie miejsca w Radzie Najwyższej.